# Эрика крестолистная
Э́рика крестолистная (лат. Eríca tetrálix) — небольшой кустарник родом из Европы, вид рода Эрика (Erica) семейства Вересковые (Ericaceae).

## Ботаническое описание

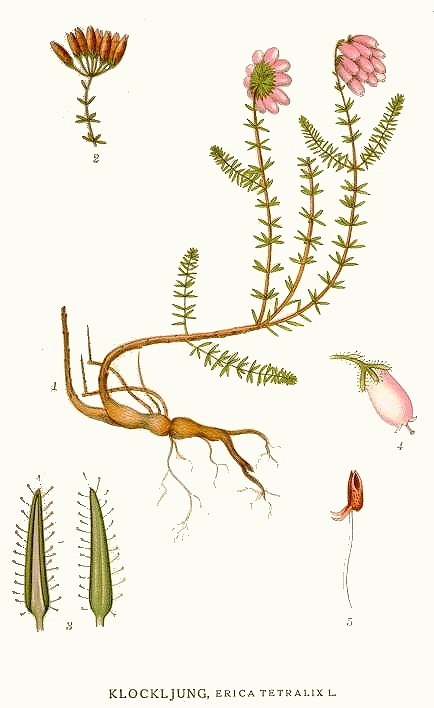

Эрика крестолистная — ветвистый кустарник с приподнимающимся стеблем, обычно не превышающий 60 см в высоту. Веточки первого года зелёные, бархатистые, при одеревенении буреют и становятся голыми. Листья вечнозелёные, линейные, собраны в мутовки по четыре, до 7 мм длиной.
Соцветие зонтиковидное, состоит из 4—12 повислых цветков с развитым двойным околоцветником. Чашечка четырёхраздельная, волосистая, доли короткие, продолговато-ланцетовидные. Венчик яйцевидный, четырёхраздельный, розовый или бледно-розовый, изредка белый. Тычинки в количестве десяти. Иногда образуются цветки, в которых тычинки заменены стерильными лепестковидными сегментами.
Цветы опыляются трипсами.
Плод — опушённая шаровидно-восьмиребристая коробочка около 1,7 мм в диаметре с многочисленными продолговатыми семенами.

## Ареал
Родина эрики крестолистной — Северная, Западная и Центральная Европа. Северная граница ареала — Исландия, южная — Испания и Португалия.

## Значение
Эрика крестолистная издавна выращивается в качестве декоративного растения. Выведено множество различных сортов растения, среди которых 2 были удостоены Award of Garden Merit: Erica tetralix f. abla 'Alba Mollis' и Erica tetralix f. stellata 'Pink Star'.

## Таксономия

### Синонимы
- Eremocallis glomerata (Salisb.) Gray, 1821, nom. superfl.
- Erica botuliformis Salisb., 1802, nom. superfl.
- Erica glomerata Salisb., 1796, nom. superfl.
- Erica martinesii Lag. ex Benth., 1836
- Ericodes tetralix (L.) Kuntze, 1898
- Tetralix septentrionalis E.Mey., 1839, nom. nov.